# Манеев
Манеев (бел. Мане́еў) — посёлок в Азделинском сельсовете Гомельского района Гомельской области Беларуси.

## География

### Расположение
В 8 км от железнодорожной станции Лазурная (на линии Жлобин — Гомель), 18 км на северо-запад от Гомеля.

## Транспортная сеть
Рядом автодорога Уваровичи — Гомель. Застройка деревянная, усадебного типа.

## История
Основан в начале XX века как хутор в Руденецкой волости Гомельского уезда Могилёвской губернии. В 1926 году в Уваровичском районе Гомельского округа. В 1931 году жители вступили в колхоз, работал кирпичный завод. В 1959 году в составе колхоза имени С.М. Кирова (центр — деревня Азделино).

## Население

### Численность
- 2004 год — 4 хозяйства, 13 жителей.

### Динамика
- 1926 год — 13 дворов, 66 жителей.
- 1959 год — 45 жителей (согласно переписи).
- 2004 год — 4 хозяйства, 13 жителей.